# ラクチュコピクリン
ラクチュコピクリン（Lactucopicrin、ラクツコピクリン）は、 鎮静効果と鎮痛効果のある苦味物質であり、中枢神経系に作用する。この物質は、セスキテルペンラクトンに分類され、ラクチュカリウム（lactucarium）の構成物質であり、ワイルドレタスから発見されており、同様に関連植物のCichorium intybus（キク科植物のチコリーの一種）からも発見されている。鎮静剤や鎮痛剤の用途として伝統的に利用されているとともに、これらの植物は抗マラリア薬としても使用されており、ラクチュシンやラクチュコピクリンはともに抗マラリア効果がin vitroで検証されている。ラクチュコピクリンは、コリンエステラーゼ阻害剤としての挙動も示している。